# Conference USA
La Conference USA (español: Conferencia de Estados Unidos) es una conferencia de la División I de la NCAA. 
Los deportes practicados en esta conferencia son: béisbol, baloncesto, bowling, fútbol americano, campo a través, fútbol, golf, softbol, natación, atletismo, voleibol cubierta, voleibol de playa y tenis.

## Miembros

### Miembros actuales
| Logo | Institución                          | Localización             | Equipo                     | Tipo    | Año de unión |
| ---- | ------------------------------------ | ------------------------ | -------------------------- | ------- | ------------ |
|      | Universidad de Delaware              | Newark, Delaware         | Fightin' Blue Hens         | Pública | 2025         |
|      | Universidad Estatal de Jacksonville  | Jacksonville, Alabama    | Gamecocks                  | Pública | 2023         |
|      | Universidad Estatal de Kennesaw      | Kennesaw, Georgia        | Owls                       | Pública | 2024         |
|      | Universidad Estatal de Misuri        | Springfield, Misuri      | Bears y Lady Bears         | Pública | 2025         |
|      | Universidad Estatal de Nuevo México  | Las Cruces, Nuevo México | Aggies                     | Pública | 2023         |
|      | Universidad Estatal Sam Houston      | Huntsville, Texas        | Bearkats                   | Pública | 2023         |
|      | Universidad Internacional de Florida | Miami, Florida           | Panthers                   | Pública | 2013         |
|      | Universidad de Kentucky Occidental   | Bowling Green, Kentucky  | Hilltoppers y Lady Toppers | Pública | 2014         |
|      | Universidad Liberty                  | Lynchburg, Virginia      | Flames y Lady Flames       | Privada | 2023         |
|      | Universidad Tecnológica de Luisiana  | Ruston, Luisiana         | Bulldogs y Lady Techsters  | Pública | 2013         |
|      | Universidad de Tennessee Medio       | Murfreesboro, Tennessee  | Blue Raiders               | Pública | 2013         |
|      | Universidad de Texas en El Paso      | El Paso, Texas           | Miners                     | Pública | 2005         |

1. ↑  La universidad está oficialmente autorizada como una institución "privately governed, state-assisted" (español: "gobernada de forma privada y asistida por el estado").
2. ↑  Jacksonville State se unió al voleibol de playa de la CUSA en 2022, un año antes de convertirse en miembro de pleno derecho.
3. ↑   El campus tiene una dirección postal en Kennesaw, pero está ubicado en la zona no incorporada del condado de Cobb.
4. ↑  El equipo femenino de voleibol de playa utiliza el apodo de "Beach Bears" en lugar de "Lady Bears".
5. ↑  Missouri State se unió al voleibol de playa de la CUSA en 2023, dos años antes de convertirse en miembro de pleno derecho.
6. ↑  El campus tiene una dirección postal en Miami, pero está ubicado en la zona no incorporada del condado de Miami-Dade.

### Miembros de Salida
| Logo | Institución                         | Localización     | Equipo                    | Tipo    | Año de Salida | Conferencia de Traslado  |
| ---- | ----------------------------------- | ---------------- | ------------------------- | ------- | ------------- | ------------------------ |
|      | Universidad de Texas en El Paso     | El Paso, Texas   | Miners                    | Pública | 2026          | Mountain West Conference |
|      | Universidad Tecnológica de Luisiana | Ruston, Luisiana | Bulldogs y Lady Techsters | Pública | 2026 o 2027   | Sun Belt Conference      |

### Miembros Asociados
| Institución                          | Localización            | Equipo      | Tipo    | Deporte(s)        | Año de Unión | Conferencia Primaria                                             |
| ------------------------------------ | ----------------------- | ----------- | ------- | ----------------- | ------------ | ---------------------------------------------------------------- |
| Universidad de Alabama en Birmingham | Birmingham, Alabama     | Blazers     | Pública | Voleibol de playa | 2023         | American Conference                                              |
| Universidad Atlántica de Florida     | Boca Ratón, Florida     | Owls        | Pública | Voleibol de playa | 2023         | American Conference                                              |
| Universidad Bautista de Dallas       | Dallas, Texas           | Patriots    | Privada | Béisbol           | 2022         | Lone Star Conference (Div. II)                                   |
| Universidad Estatal de Arkansas      | Jonesboro, Arkansas     | Red Wolves  | Pública | Bowling           | 2023         | Sun Belt Conference                                              |
| Universidad Estatal Tarleton         | Stephenville, Texas     | Texans      | Pública | Voleibol de playa | 2023         | Western Athletic Conference (United Athletic Conference en 2026) |
| Universidad Estatal de Wichita       | Wichita, Kansas         | Shockers    | Pública | Bowling           | 2024         | American Conference                                              |
| Universidad Estatal Wright           | Fairborn, Ohio          | Raiders     | Pública | Bowling           | 2025         | Horizon League                                                   |
| Universidad Estatal de Youngstown    | Youngstown, Ohio        | Penguins    | Pública | Bowling           | 2023         | Horizon League                                                   |
| Universidad de Nebraska-Lincoln      | Lincoln, Nebraska       | Cornhuskers | Pública | Bowling           | 2025         | Big Ten Conference                                               |
| Universidad del Sagrada Corazón      | Fairfield, Connecticut  | Pioneers    | Privada | Bowling           | 2025         | Metro Atlantic Athletic Conference                               |
| Universidad del Sur de Florida       | Tampa, Florida          | Bulls       | Pública | Voleibol de playa | 2025         | American Conference                                              |
| Universidad Tulane                   | Nueva Orleans, Luisiana | Green Wave  | Privada | Voleibol de playa | 2022         | American Conference                                              |
| Universidad Tulane                   | Nueva Orleans, Luisiana | Green Wave  | Privada | Bowling           | 2023         | American Conference                                              |
| Universidad de Valparaiso            | Valparaíso, Indiana     | Beacons     | Privada | Bowling           | 2023         | Missouri Valley Conference                                       |
| Universidad Vanderbilt               | Nashville, Tennessee    | Commodores  | Privada | Bowling           | 2023         | Southeastern Conference                                          |

### Antiguos miembros
| Institución                                    | Localización                    | Equipo           | Tipo    | Año de unión | Año de salida | Conferencia actual                                                   |
| ---------------------------------------------- | ------------------------------- | ---------------- | ------- | ------------ | ------------- | -------------------------------------------------------------------- |
| Academia Militar de los Estados Unidos         | West Point, Nueva York          | Black Knights    | Militar | 1998         | 2005          | American Conference, Fútbol americano Patriot League, Demás deportes |
| Universidad de Alabama en Birmingham           | Birmingham, Alabama             | Blazers          | Pública | 1995         | 2023          | American Conference                                                  |
| Universidad Atlántica de Florida               | Boca Ratón, Florida             | Owls             | Pública | 2013         | 2023          | American Conference                                                  |
| Universidad de Carolina del Norte en Charlotte | Charlotte, Carolina del Norte   | 49ers            | Pública | 1995 2013    | 2023          | American Conference                                                  |
| Universidad Cristiana de Texas                 | Fort Worth, Texas               | Horned Frogs     | Privada | 2001         | 2005          | Big 12 Conference                                                    |
| Universidad de Cincinnati                      | Cincinnati, Ohio                | Bearcats         | Pública | 1995         | 2005          | Big 12 Conference                                                    |
| Universidad DePaul                             | Chicago, Illinois               | Blue Demons      | Privada | 1995         | 2005          | Big East Conference                                                  |
| Universidad del Este de Carolina               | Greenville, Carolina del Norte  | Pirates          | Pública | 2001         | 2014          | American Conference                                                  |
| Universidad de Florida Central                 | Orlando, Florida                | Knights          | Pública | 2005         | 2013          | Big 12 Conference                                                    |
| Universidad de Houston                         | Houston, Texas                  | Cougars          | Pública | 1995         | 2013          | Big 12 Conference                                                    |
| Universidad de Louisville                      | Louisville, Kentucky            | Cardinals        | Pública | 1995         | 2005          | Atlantic Coast Conference                                            |
| Universidad Marquette                          | Milwaukee, Wisconsin            | Golden Eagles    | Privada | 1995         | 2005          | Big East Conference                                                  |
| Universidad Marshall                           | Huntington, Virginia Occidental | Thundering Herd  | Pública | 2005         | 2022          | Sun Belt Conference                                                  |
| Universidad de Memphis                         | Memphis, Tennessee              | Tigers           | Pública | 1995         | 2013          | American Conference                                                  |
| Universidad Metodista del Sur                  | Dallas, Texas                   | Mustangs         | Privada | 2005         | 2013          | Atlantic Coast Conference                                            |
| Universidad del Norte de Texas                 | Denton, Texas                   | Mean Green       | Pública | 2013         | 2023          | American Conference                                                  |
| Universidad de Old Dominion                    | Norfolk, Virginia               | Monarchs         | Pública | 2013         | 2022          | Sun Belt Conference                                                  |
| Universidad Rice                               | Houston, Texas                  | Owls             | Privada | 2005         | 2023          | American Conference                                                  |
| Universidad de San Luis                        | San Luis, Misuri                | Billikens        | Privada | 1995         | 2005          | Atlantic 10 Conference                                               |
| Universidad del Sur de Florida                 | Tampa, Florida                  | Bulls            | Pública | 1995         | 2005          | American Conference                                                  |
| Universidad del Sur de Misisipi                | Hattiesburg, Misisipi           | Golden Eagles    | Pública | 1995         | 2022          | Sun Belt Conference                                                  |
| Universidad de Texas en San Antonio            | San Antonio, Texas              | Roadrunners      | Pública | 2013         | 2023          | American Conference                                                  |
| Universidad Tulane                             | Nueva Orleans, Luisiana         | Green Wave       | Privada | 1995         | 2014          | American Conference                                                  |
| Universidad de Tulsa                           | Tulsa, Oklahoma                 | Golden Hurricane | Privada | 2005         | 2014          | American Conference                                                  |

## Palmarés de conferencia en fútbol americano
- 1996: Houston y Southern Miss
- 1997: Southern Miss
- 1998: Tulane
- 1999: Southern Miss
- 2000: Louisville
- 2001: Louisville
- 2002: Cincinnati y TCU
- 2003: Southern Miss
- 2004: Louisville
- 2005: Tulsa
- 2006: Houston
- 2007: UCF
- 2008: East Carolina
- 2009: East Carolina
- 2010: UCF
- 2011: Southern Miss
- 2012: Tulsa
- 2013: Rice
- 2014: Marshall
- 2015: Western Kentucky
- 2016: Western Kentucky
- 2017: Florida Atlantic
- 2018: UAB
- 2019: Florida Atlantic
- 2020: UAB
- 2021: UTSA
- 2022: UTSA
- 2023: Liberty
- 2024: Jacksonville State

## Palmarés de conferencia en baloncesto masculino
- 1995-1996: Cincinnati
- 1996-1997: Marquette
- 1997-1998: Cincinnati
- 1998-1999: UNC-Charlotte
- 1999-2000: St. Louis
- 2000-2001: UNC-Charlotte
- 2001-2002: Cincinnati
- 2002-2003: Louisville
- 2003-2004: Cincinnati
- 2004-2005: Louisville
- 2005-2006: Memphis
- 2006-2007: Memphis
- 2007-2008: Memphis
- 2008-2009: Memphis
- 2009-2010: Houston
- 2010-2011: Memphis
- 2011-2012: Memphis
- 2012-2013: Memphis
- 2013-2014: Tulsa
- 2014-2015: UAB
- 2015-2016: Middle Tennessee
- 2016-2017: Middle Tennessee
- 2017-2018: Marshall
- 2018-2019: Old Dominion
- 2019-2020: No campeón; torneo cancelado debido a COVID-19
- 2020-2021: North Texas

## Palmarés de conferencia en baloncesto femenino
- 1995-1996: Memphis
- 1996-1997: Tulane
- 1997-1998: Memphis
- 1998-1999: Tulane
- 1999-2000: Tulane
- 2000-2001: Tulane
- 2001-2002: Cincinnati
- 2002-2003: TCU
- 2003-2004: Houston
- 2004-2005: TCU
- 2005-2006: Tulsa
- 2006-2007: East Carolina
- 2007-2008: SMU
- 2008-2009: UCF
- 2009-2010: Tulane
- 2010-2011: UCF
- 2011-2012: UTEP
- 2012-2013: Tulsa
- 2013-2014: Middle Tennessee
- 2014-2015: Western Kentucky
- 2015-2016: Middle Tennessee
- 2016-2017: Western Kentucky
- 2017-2018: Western Kentucky
- 2018-2019: Rice
- 2019-2020: No campeón; torneo cancelado debido a COVID-19
- 2020-2021: Middle Tennessee